# Ron Meyer (football américain)
Pour les articles homonymes, voir Ron Meyer et Meyer.
 (juin 2017).
Ron Meyer, né le 17 février 1941 à Miami Beach (Floride) et mort le 5 décembre 2017 à Austin, est un entraîneur de football américain qui fut notamment entraîneur-principal des Patriots de la Nouvelle-Angleterre de 1982 à 1984 et des Colts d'Indianapolis de 1986 à 1991.

## Biographie

### Débuts
Après plusieurs saisons comme entraîneur assistant à l'université Purdue entre 1965 et 1970, puis recruteur pour les Cowboys de Dallas de 1971 à 1972, Ron Meyer devient entraîneur principal de l'université du Nevada à Las Vegas en 1973. La saison suivante, il mène l'équipe à l'invincibilité (11 victoires sans défaite). En 1976, il devient entraîneur-chef des Mustangs de l'université méthodiste du Sud où il reste cinq saisons. 

### Patriots de la Nouvelle-Angleterre
Ron Meyer devient entraîneur-chef d'une équipe professionnelle en 1982 lorsqu'il accepte de diriger les Patriots de la Nouvelle-Angleterre. Dès sa première saison, il remporte 5 des 9 rencontres de la saison raccourcie et se qualifie pour les séries éliminatoires. Il est élu entraîneur de l'année de la ligue américaine. Il est connu pour avoir participé au « Snowplow Game » le 12 décembre 1982. Il est remplacé par Raymond Berry en cours de saison en 1984 à cause de son comportement. En conflit avec la moitié du vestiaire et sa hiérarchie, il est viré à la suite de l'éviction de son assistant Rod Rust qui est réengagé par la suite par Berry. 

### Colts d'Indianapolis
Recruté en fin de saison par les Colts d'Indianapolis un an après son départ des Patriots, Ron Meyer remporte trois succès de rang avec une équipe qui avait un bilan de 0 victoire pour 13 défaites. Une saison plus tard, il remporte le titre de division Est de la ligue américaine avec les Colts et est nommé entraîneur de l'année de la ligue américaine. À nouveau en conflit avec ses joueurs, il abandonne lors de la saison 1991 alors qu'Indianapolis a perdu ses cinq premières rencontres.